# Matungao

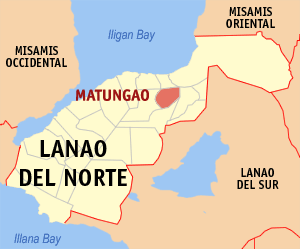
Bản đồ Lanao del Norte với vị trí của Matungao

Matungao là một đô thị ở tỉnh Lanao del Norte, Philippines. Theo điều tra dân số năm 2007, đô thị này có dân số 9.984 người.

## Các đơn vị hành chính
Matungao được chia ra 12 barangay.
- Bubong Radapan
- Bangco
- Batal
- Batangan
- Cadayonan
- Matampay
- Pangi
- Pasayanon
- Poblacion (Matungao)
- Puntod
- Santa Cruz
- Somiorang